# Bonate Sotto
Bonate Sotto [boˈnaːte ˈsotːo] (Bunàt Sóta [buˈnat ˈsota , bunaˈsːota] in dialetto bergamasco) è un comune italiano di 6 670 abitanti della provincia di Bergamo in Lombardia.
Situato nell'isola bergamasca, sulla sponda destra del fiume Brembo ed attraversato dai torrenti Lesina e Dordo.

## Storia
Si sa per certo che i primi insediamenti stabili si verificarono in epoca romana, quando i conquistatori vi istituirono un vicus inserito nella circoscrizione territoriale denominata Pagus Fortunensis.
In quel periodo storico il borgo, così come l'intera zona dell'isola, fu interessato da notevoli flussi commerciali e militari, che diedero il via ad un'importante opera di centuriazione, basata sul cardine centuriate che seguiva la direttrice Mapello-Bonate Sotto. Numerosi sono anche i reperti archeologici, tra cui spiccano due epigrafi, una relativa ad un'ara dedicata al dio Silvano (conservata presso il Museo archeologico di Bergamo), l'altra riconducibile ad una sepoltura.
Ed è a quel periodo che risale l'origine etimologica del nome, indicante probabilmente il nome del proprietario dei terreni, tale Bonus. Altre ipotesi vorrebbero invece far derivare il toponimo da terrae bonae, che indicherebbe l'ottima vocazione agricola del territorio, oppure dal nome del capo di una tribù di Galli Cenomani stanziata in quella zona, come si dedurrebbe dal suffisso -ate, presente anche in numerosi altri toponimi della bergamasca.
Con il termine dell'impero romano Bonate, fu soggetto alle incursioni barbariche, che portarono anni di saccheggi e terrore tra la popolazione.
Nel VI secolo la situazione politica si stabilizzò grazie all'arrivo dei Longobardi, la cui presenza è testimoniata da alcuni ritrovamenti, tra i quali alcuni resti di un insediamento in prossimità della chiesa di Santa Giulia, ma soprattutto dalla basilica stessa e dal monastero benedettino femminile dove oggi si trova l'ex chiesa di San Giuliano.
Successivamente sul territorio irruppero i Franchi, i quali istituirono il Sacro Romano Impero e diedero vita al feudalesimo. Ed è a questo periodo, precisamente nel 774, che risalgono i primi documenti scritti che attestano l'esistenza del paese, suddiviso in inferiore e superiore.
I terreni vennero inizialmente dati in gestione al vescovo di Bergamo e posti sotto la tutela della Pieve di Terno, ma dopo pochi decenni ebbe inizio un periodo di profonda instabilità, causata dalle numerose battaglie tra guelfi e ghibellini.
La situazione politica si stabilizzò nel 1428 con l'annessione di Bonate alla Repubblica di Venezia, che infeudò parte dei terreni del paese alla famiglia del condottiero Bartolomeo Colleoni. La Serenissima inoltre cercò di migliorare la condizione sociale ed economica della popolazione, fino ad allora messa a dura prova dalle lotte, da carestie e dalle pestilenze, tanto che l'isola venne definita "il triangolo della fame".
In tal senso molto chiara è la descrizione in un documento del tempo:
Ai veneziani subentrò nel 1797 la Repubblica Cisalpina, subito sostituita nel 1815 però dagli austriaci, che la inserirono nel Regno Lombardo-Veneto.
Con l'unità d'Italia, avvenuta nel 1859, avvenne un primo processo di industrializzazione, che esplose definitivamente nella seconda metà del XX secolo,situazione che permise un notevole miglioramento delle condizioni di vita degli abitanti.
Il 18 dicembre 2021 alle 11,30 circa, Bonate Sotto è stato epicentro di una scossa di terremoto di magnitudo 4,4.

### Simboli

Gonfalone comunale

Lo stemma e il gonfalone sono stati concessi con decreto del presidente della Repubblica del 19 maggio 1954.
Stemma
Gonfalone

## Monumenti e luoghi d'interesse
- Il monumento di maggior richiamo presente sul territorio comunale è indubbiamente la basilica di Santa Giulia. La tradizione vuole che questo luogo di culto sia stato edificato per volere della regina Teodolinda, anche se ipotesi più accreditate la collocherebbero nell'VIII secolo. Completamente rifatta tra l'XI ed il XII secolo in stile romanico, presentava tre navate con altrettante absidi. Dopo un periodo di abbandono, venne ristrutturata nel 1770, con l'aggiunta di affreschi di Vincenzo Angelo Orelli e di suo fratello Baldassarre, e portata agli antichi splendori.

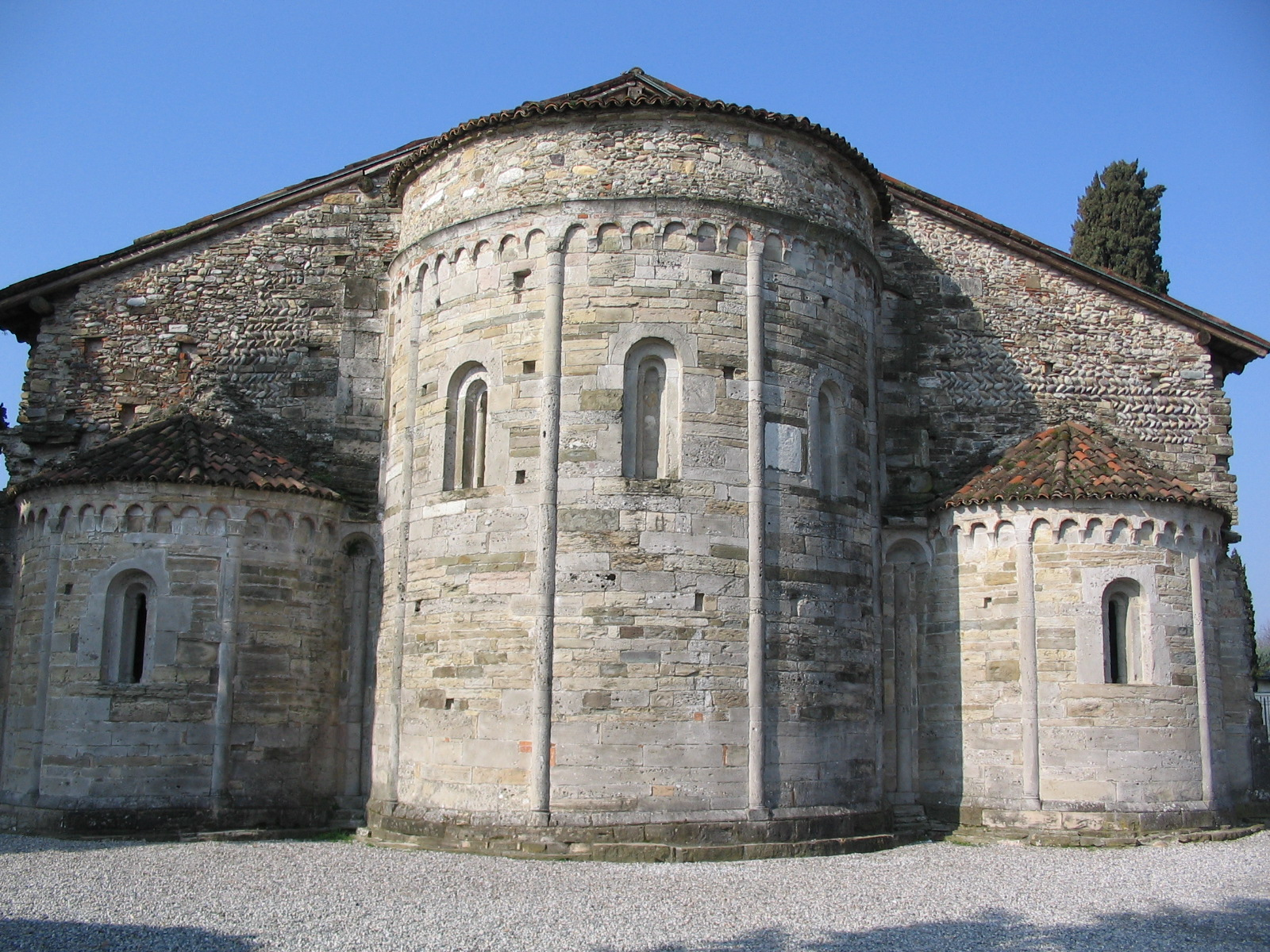
Basilica di Santa Giulia

- Di notevole importanza è anche la chiesa di San Giuliano, sconsacrata. Questa venne edificata nel corso dell'VIII secolo dai Longobardi all'interno di un monastero Benedettino femminile, tanto da essere citata in documenti dell'anno 774. Anch'essa venne rifatta nel corso del XII secolo in stile romanico e si mantenne in ottimo stato fino al termine del XVIII secolo, quando l'intero complesso (chiesa e monastero) venne sconsacrato per mano della Repubblica Cisalpina. Da quel momento il monastero venne adibito ad altri usi, perdendo gran parte delle sue caratteristiche e venendo inglobato in costruzioni private, mentre la chiesa ha mantenuto, almeno esternamente, l'aspetto che l'ha contraddistinta nei secoli. La struttura presenta ancora un'abside, una targa dell'VIII secolo e la caratteristica muratura in pietra.

- Sempre in ambito sacro, merita menzione la chiesa parrocchiale del Sacro Cuore di Gesù. Di recente costruzione, venne costruita su progetto di Elia Fornoni nel 1927 in stile neogotico con tre navate. All'interno vi sono numerose opere, tra le quali spiccano gli affreschi di Carlo Servalli e di Natale Bertuletti e numerosi intarsi e sculture. Contiene un organo costruito nel 1926 dalla ditta Carlo Marzoli di Varese, con due tastiere e 1957 canne. Attiguo alla parrocchiale è il campanile, risalente all'incirca all'inizio del XIX secolo. Edificato con mattoni e pietre ricavate dalla basilica di santa Giulia, sulla base di un altro campanile dalle ridotte dimensioni ed ampliato in altezza qualche decennio più tardi, è uno degli edifici più alti dell'isola bergamasca.

- In ambito civile merita menzione il palazzo del Comune, edificato in stile neoclassico nel XIX secolo e sede municipale, e palazzo Farina, costruito dall'omonima famiglia nel XVIII secolo, al cui interno si trovava lo studio del pittore Giovanni Carnovali, ricordato da una targa.

- Degno di nota è il borgo di Mezzovate, piccola contrada sorta nel XII secolo nella quale si possono ammirare costruzioni medievali, tra cui edifici rustici in pietra ed una torre difensiva.

## Società

### Evoluzione demografica
Abitanti censiti

## Amministrazione
| Periodo        | Periodo        | Primo cittadino | Partito      | Carica  | Note |
| -------------- | -------------- | --------------- | ------------ | ------- | ---- |
| 14 giugno 2004 | 7 giugno 2009  | Emma Brembilla  | lista civica | Sindaco |      |
| 8 giugno 2009  | 24 giugno 2014 | Livio Mangili   | Lega Nord    | Sindaco |      |
| 25 giugno 2014 | in carica      | Carlo Previtali | lista civica | Sindaco |      |